# Huskevers
Huskevers og huskeremser er vers og remser, der skal støtte hukommelsen og er altså en form for mnemoteknik. De var især udbredte tidligere, da en stor del af undervisningen i skolerne sigtede mod udenadslære. Samtidig var man helt op i 1900-tallet i høj grad afhængig af denne viden, da adgangen til informationer – via opslagsværker og lignende – ikke var så let som i dag, hvor man kan benytte folkebiblioteker eller internettet.
Et eksempel på et huskevers er det nedenstående, der skal hjælpe til at huske Egyptens ti plager fra Bibelen (Anden Mosebog 7-11):
Vand til blod og frøers mængde,

myg dernæst Egypten trængte.

Utøj, kvægpest, bylders nød,

hagl, græshopper, mørke, død.
I dette eksempel bruges der således enderim for at støtte hukommelsen, når den næste linje skal findes frem. Samme teknik bruges i den stadig rimelig velkendte remse:
Den, der skriver d i gjort,

han skal ha' sin ende smurt."
Til tider kan huskevers ligefrem synges. For at huske formlen for svovlsyre kan følgende vers fx synges til ouverturen fra Elverhøj:
Gamle onkel Augustin,

han lever ikke mere.

Han tog fejl af H2O

og H2SO4.

Huskeremser kendes også fra retsvidenskaben, jf. følgende om opfyldelsesstedet for pengeforpligtelser og andre forpligtelser, dvs. hvem skal komme til hvem for at opfylde en pligt:
Pengeskyld er bringeskyld,

anden skyld er henteskyld.

| Psi | Spire Denne artikel om psykologi er en spire som bør udbygges. Du er velkommen til at hjælpe Wikipedia ved at udvide den. |